# Wesnigk
Wesnigk war eine deutsche Automarke.

## Beschreibung
Erwin Wesnigk war Diplom-Ingenieur. Er stellte zwischen 1922 und 1926 in Berlin Kraftfahrzeuge her.

## Fahrzeuge
Wesnigk meldete 1920 ein Patent für eine Hinterradlenkung an, das ihm 1924 erteilt wurde. Bereits ab 1922 stellte er dreirädrige Automobile her. Es waren Kleinwagen mit hinterem Einzelrad, wobei – entgegen seinem Patent – die Vorderräder gelenkt wurden, was für mehr Stabilität sorgte. Zunächst kam ein Motor von BMW mit 6 PS zum Einsatz. Später war es ein Motor von Kühne mit 10 PS. Beides waren Einzylinder-Viertaktmotoren mit Luftkühlung. Die Motorleistung wurde über ein Dreiganggetriebe an das Hinterrad übertragen. Der Radstand betrug 130 cm und das Leergewicht 195 kg. Der Aufbau war ein offener Zwei- bis Dreisitzer mit Verdeck.
Es gibt auch Zeichnungen für ein Cabriolet. Der Fahrer sitzt in der Mitte, dahinter ist eine Sitzbank für zwei Personen angeordnet. Der Motor ist vor dem Hinterrad montiert. Angegeben sind 215 cm Radstand, 120 cm Spurweite und ein Motor mit 200 cm³ Hubraum.
Außerdem existiert eine Zeichnung für ein Muster G genanntes Gepäckdreirad. Der Fahrer sitzt hinten auf einem Motorradsattel, vor ihm ein Lenkrad und davor ein Kasten für Gepäck.